# کوئینزبای مال
کوئینزبای مال (به انگلیسی: Queensbay Mall) بزرگ‌ترین بازار بزرگ خرید در پنانگ، مالزی است. این بازار بزرگ خرید که در بایان لپاس واقع شده‌است، در اوائل ماه ژوئیه ۲۰۰۶ تکمیل گردید و در در ماه دسامبر ۲۰۰۶ برای استفاده مردم بازگشایی شد. این بازار بزرگ که مساحت ناخالصی برابر با ۲٬۵۰۰٬۰۰۰ فوت مربع (۲۳۰٬۰۰۰ متر مربع) را پوشش داده‌است، دارای بیش از ۴۰۰ فروشگاه در پنج طبقه بوده و چند برند معتبر بین‌المللی را جذب خود کرده‌است. مستأجر بزرگ و اصلی آن، اِی یی اُ ان است و یک پردیس سینماهای گلدن اسکرین، که در طبقه آخر قرار گرفته‌است. این بازار بزرگ دارای پارکینگ در طبقه زیرزمین و بخش پارکینگ طبقاتی برای استفاده خریداران است.
از زمان افتتاح در سال ۲۰۰۶، کوئینزبای مال به یکی از مراکز اصلی خرده فروشی در پنانگ تبدیل شد، و بلافاصله با بازارهای بزرگ خرید موجود در ایالت، مانند گرنی پلازا در حال رقابت است. شایان توجه است که هم کوئینزبای مال و هم گرنی پلازا، توسط کپیتامالز آسیا، شرکت زیر مجموعه کپیتالند مستقر در سنگاپور، مدیریت می‌شوند.